# Snow (Hey Oh)
Snow (Hey Oh) — третий сингл американской группы Red Hot Chili Peppers с их двойного девятого студийного альбома Stadium Arcadium.
Вокалист Энтони Кидис заявляет, что трек «о выживании, начинании с нуля. Я все испортил, но у меня есть чистый лист — кусок снега — и я начинаю все сначала».

## Композиция
Песня была записана в марте – декабре 2005 года.
Snow (Hey Oh) — характерно мягкая, мелодичная песня, очень похожая на песни из предыдущего альбома группы By the Way. Песня управляется быстрым гитарным риффом Джона Фрушанте, и использует двойным стопором на басе Фли. Песня написана в тональности соль-диез минор.

## Живые выступления
Snow (Hey Oh) является второй наиболее исполняемой песней на Stadium Arcadium и исполняется более 250 раз с 2006 года. Начиная с 2017 года, эта песня по-прежнему регулярно фигурирует в сет-листах группы.

## Клип
В интервью Тони Кэй, который также снимал видео для Dani California, сказал MTV, что будет режиссером клипа на песню. Однако его кадры не использовались. Вместо этого Уорнер поручил режиссеру Нику Уикхэму снять новое видео, показывающее группу на шоу 17 и 18 октября 2006 года на арене Continental Airlines в Восточном Резерфорде, штат Нью-Джерси, вместе с черно-белым фильмом фанатов на стоянке и линиях. на шоу в прямом эфире.